# Torajiro Kishi
Torajiro Kishi (岸虎次郎?, Kishi Torajirō; Prefettura di Kanagawa, 1973) è un fumettista giapponese.
Autore di opere dai contenuti spesso ecchi e con contenuto omosessuale più o meno esplicito, in Italia le sue opere sono pubblicate da J-Pop, Flashbook Edizioni e Free Books.

## Opere
- Colorful (カラフル?, Karafuru) (1997-2000)
- Bloody Mary (2000-2003)
- Maka-Maka (2003-2005)
- Il bacio di Marte (マルスのキス?, Marusu no Kisu) (2006-2007)
- L'impero delle otome ( オトメの帝国?, Otome no teikoku) (2010-in corso)